# Bagnoregio
Bagnoregio ist eine italienische Gemeinde in der Provinz Viterbo in Latium mit 3327 Einwohnern (Stand 31. Dezember 2023). Sie liegt unweit des Bolsenasees.

## Geographie
Bagnoregio liegt 103 km nördlich von Rom, 28 km nördlich von Viterbo und 11 km östlich von Bolsena mit dem Bolsenasee. Die Stadt liegt am Rande der vulkanisch entstandenen Monti Volsini in einer von tiefen Schluchten durchzogenen Hügellandschaft.
Die Nachbargemeinden sind Bolsena, Castiglione in Teverina, Celleno, Civitella d’Agliano, Lubriano, Montefiascone, Orvieto (TR) und Viterbo.

### Verkehr
Bagnoregio liegt an einer Provinzstraße, die die Autobahn A1 Autostrada del Sole von Rom nach Mailand (Auffahrt Orvieto) mit der Staatsstraße SS 71 Umbro Casentinese Romagnola verbindet.
Der nächste Bahnhof befindet sich in Montefiascone.

### Ortsname
Die Stadt hieß ursprünglich Balneum Regis (Bad des Königs) was auf die zahlreichen Thermalquellen des Territoriums im vulkanischen Gebiet der Monti Volsini zurückgeht. Daraus entwickelte sich der moderne Name Bagnorea. 1922 wurde der Name in Bagnoregio italienisiert.

## Geschichte
Bagnoregio wurde erstmals zu Beginn des 6. Jahrhunderts in einem Brief Gregors des Großen erwähnt. Es geht um die Gründung eines Bischofssitzes bei Balneum Regium, wo es in der Spätantike heilsame Quellen bzw. Thermen gegeben habe, in denen ein König gebadet habe. Von der Chronologie her kann es sich nur um einen König der Westgoten gehandelt haben, nicht aber um den Langobardenkönig Desiderius, wie gelegentlich später überliefert, oder Theoderich den Großen, wie von dem isländischen Abt Nikulás Bergsson in seinem Leiðarvisir („Wegweiser“) behauptet.
Das mittelalterliche Bagnoregio bestand aus drei Stadtvierteln (Contrade). Der älteste Siedlungskern rund um Kathedrale und Bischofssitz befand sich auf dem durch eine Schlucht von der Ebene isolierten Tuffsteinfelsen, der schon etruskisch besiedelt war (Contrade und heutiger Ortsteil Civita di Bagnoregio); nachfolgend entstand jedoch auch ein Borgo in der Ebene (Contraden Mercato und Rota, entsprechend dem heutigen Verwaltungssitz Bagnoregio).
Das formell seit der Pippinischen Schenkung zum Kirchenstaat gehörige Bagnoregio unterstand wechselnden Feudalherrschaften im Widerstreit mit den Bemühungen der Bürger, einen autonomen Stadtstaat (comune) zu gründen. Insoweit standen die Guelfen – vertreten durch das Grafengeschlecht der Monaldeschi mit Sitz auf dem nicht mehr existierenden Kastell Cervara – im Kampf mit den zur Ghibellinen-Fraktion gehörenden Filippeschi. Nachdem Bagnoregio vorübergehend Mitte des 12. Jahrhunderts eine freie Kommune war, gewannen im 14. Jahrhundert die Monaldeschi die Kontrolle zurück. Die Bevölkerung, durch Seuchen und Naturkatastrophen geschwächt, verarmte.
Nach der Invasion durch die Truppen Karls VIII. gelang es im 15. und 16. Jahrhundert der päpstlichen Zentralmacht, die Feudalherrschaft zu brechen. Alexander VI. (Borgia) und Paul III. (Farnese) setzten Kardinäle als Regenten ein. Es kam zu einer wirtschaftlichen Erholung.
1695 wurde Bagnoregio durch ein Erdbeben erschüttert, das die Contrade Civita am schlimmsten traf. 1699 transferierte der Bischof seinen Sitz von dem Tuffsteinfelsen in die Ebene. Damit erstarkte das jüngere Bagnoregio, in dem sich auch die Kommunalverwaltung befand, gegenüber dem schwer zugänglichen und immer wieder durch Bodenerosion und Erdrutsche gefährdeten älteren Siedlungskern, der in den folgenden Jahrhunderten seine Bevölkerung immer mehr einbüßte.
Im Risorgimento war Bagnoregio Kampfgebiet der Truppen Giuseppe Garibaldis beim Marsch auf Rom. Die Schlacht von Bagnoregio am 5. Oktober 1867 endete mit einer Niederlage für die Republikaner, und 1870 wurde die Gemeinde wie der ganze Kirchenstaat Teil des italienischen Nationalstaats.
Im Juni 1944 trafen in Bagnoregio angloamerikanische Fliegerbombenangriffe und deutsche Artillerie aufeinander; die Stadt wurde verlassen und zerstört.
Beim Wiederaufbau in der zweiten Hälfte des 20. Jahrhunderts wurde nur der Verwaltungssitz Bagnoregio kommunal wiederbelebt. Civita war aufgegeben und seine Bevölkerung um 1990 bis auf 7 bis 15 verbliebene ältere Personen dezimiert, ehe „Aussteiger“ nach 1990 den Ortsteil als città che muore (= „sterbende Stadt“) entdeckten und ihm zu einer neuen Identität als Künstlerenklave und Touristenattraktion verhalfen.
Bagnoregio war Sitz des Bistums Bagnoregio, das vom 6. Jahrhundert bis zur Eingliederung in das Bistum Viterbo 1986 bestand.

## Bevölkerungsentwicklung
| Jahr      | 1881 | 1901 | 1921 | 1936 | 1951 | 1971 | 1991 | 2001 | 2011 | 2017 |
| --------- | ---- | ---- | ---- | ---- | ---- | ---- | ---- | ---- | ---- | ---- |
| Einwohner | 4419 | 5059 | 4896 | 4870 | 4986 | 4032 | 3857 | 3639 | 3669 | 3609 |

Quelle ISTAT

## Stadtbild und Sehenswürdigkeiten

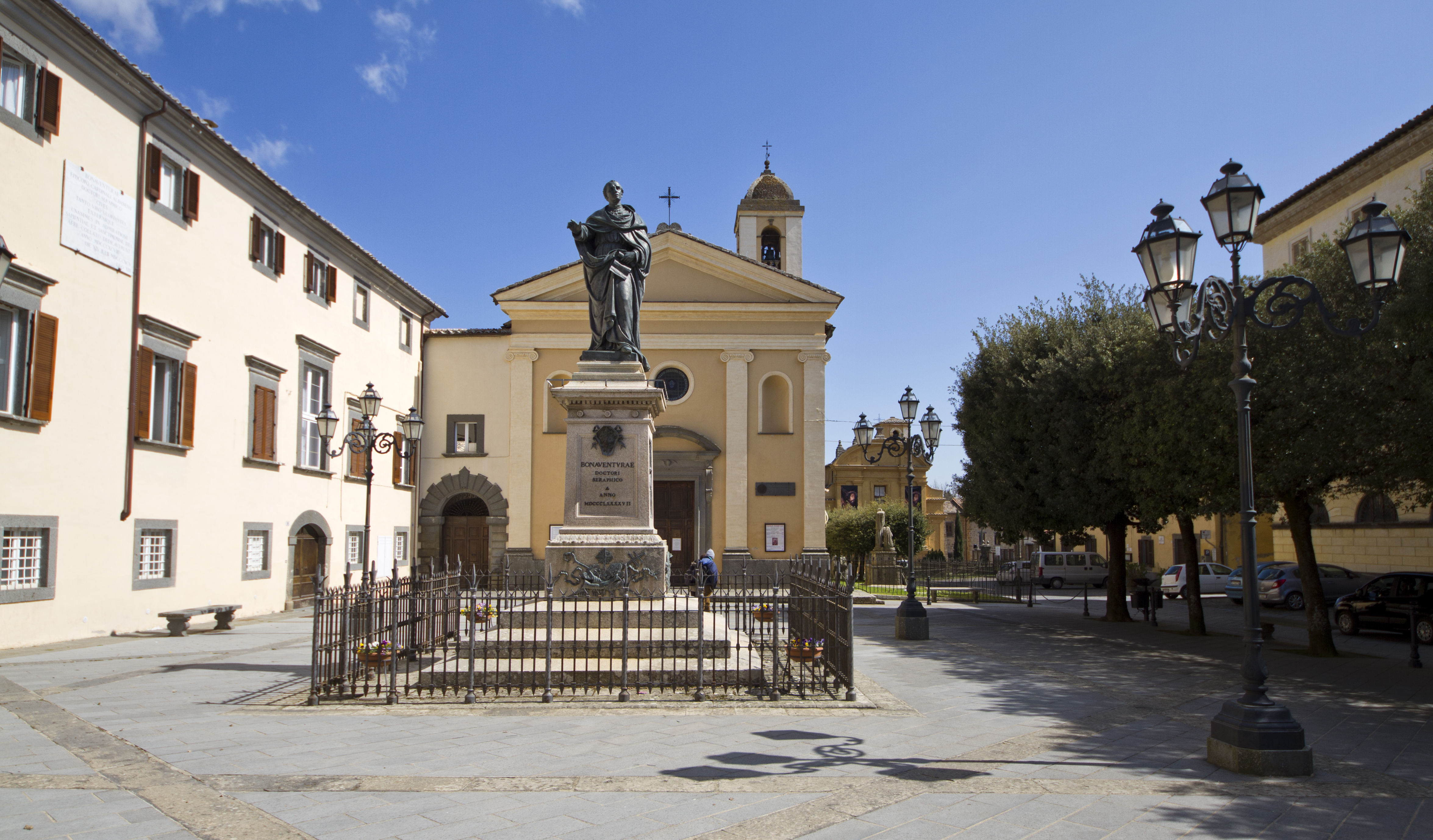
Piazza Sant’Agostino mit Augustinerkonvent, Bonaventura-Denkmal und Kirche SS. Annunziata

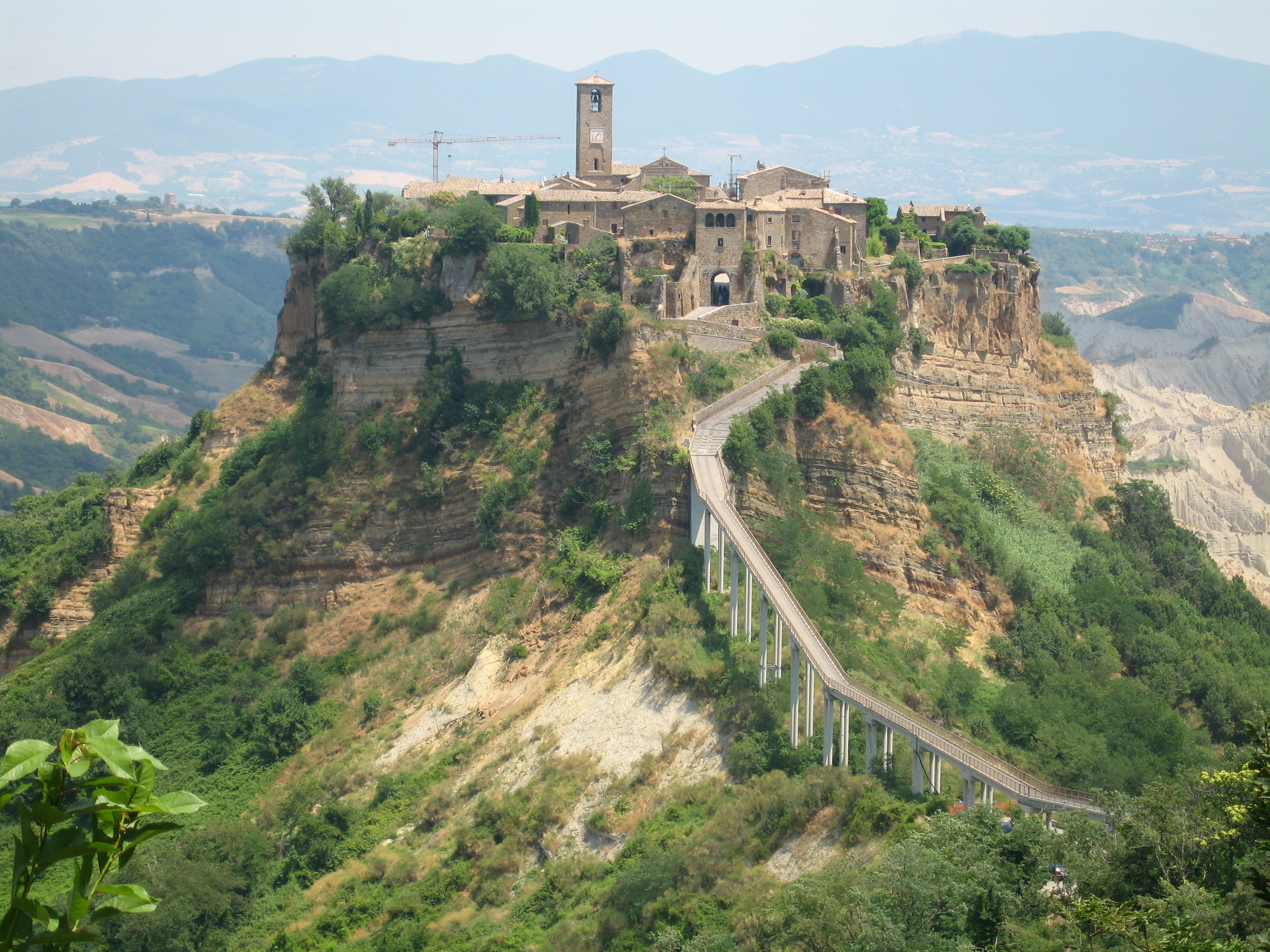
Civita di Bagnoregio

Bagnoregio ist ein verkehrsberuhigter Ort; die Durchfahrt durch die Hauptstraße (Via Mazzini) bis zur ehemaligen Contrade Mercato ist nur Anwohnern gestattet. Touristen müssen die zwei Kilometer nach Civita di Bagnoregio zu Fuß gehen; zur Saison verkehrt nach Bedarf auch ein Shuttlebus. Der Hauptort in der Ebene wird von Touristen häufig nur als Durchgangsort auf dem Weg nach Civita wahrgenommen; seine Infrastruktur (Bars, Einzelhandelsläden, kleine Handwerks- und Dienstleistungsbetriebe) ist eher auf die Bedürfnisse der Einheimischen als auf diejenigen der Touristen ausgerichtet. Die mittelalterliche Bausubstanz ist durch die Neubauten nach Bränden und Kriegszerstörungen stark aufgemischt; zahlreiche Gebäude befinden sich in sanierungsbedürftigem Zustand.
- Die Porta Albana war das Tor zur ehemaligen Contrade Rota. Sie geht auf den päpstlichen Regenten Kardinal Giovanni Girolamo Albani im Jahre 1586 zurück und ersetzt ein älteres Stadttor. Die kleine Kirche rechts vom Torbogen ist dem Hl. Bonaventura geweiht; der Bau von 1856 ersetzt einen Vorgänger.
- Zentrum von Rota ist die Piazza Cavour mit Denkmal für die Gefallenen des Ersten Weltkrieges von 1922 und der Kirche San Nicola (1581 auf den Resten eines Vorläufers erbaut), an ihrer Südseite. Die Innenausstattung des 1699 zum Bischofssitz avancierten Baus ist barock. Links von der neuen Kathedrale steht der Bischofspalast, rechts der Campanile.
- An der Piazza Sant’Agostino mit dem ehemaligen Augustinerkonvent steht die Kirche Santissima Annunziata (irrtümlich im Volksmund auf Grund der Assoziation mit Konvent und Platz auch Sant’Agostino genannt). Die Fassade des romanisch-gotischen Baus stammt von 1735. Im Inneren sind Renaissancefresken des frühen 15. Jahrhunderts erhalten; barocke Stuckaturen wurden 1933 wieder entfernt. Der Schule von Gentile da Fabriano wird eine Madonna mit Kind zugeschrieben. Die ältesten und wertvollsten Ausstattungsstücke Bagnoregios waren hölzerne Altartafeln von Heiligen, Taddeo di Bartoli und Giovanni di Paolo zugeschrieben, die alle bis auf vier (die Heiligen Augustinus, Nikolaus, Katharina und Monika darstellend) verbrannt sind. Vor der Kirche steht ein Denkmal für Bonaventura, 1893 errichtet.
- Der Palazzo Comunale unweit der Piazza Sant’Agostino ersetzt einen älteren Bau in der Contrade Mercato. Er geht auf das 16. Jahrhundert zurück, als Domenico Grimano regierender Kardinal von Bagnoregio war.
- Auf halber Wegstrecke nach Civita befand sich das von Bonaventura gegründete Franziskanerkloster. Heute konstituiert die Örtlichkeit nur noch einen für Touristen attraktiven Aussichtspunkt auf Civita. Kloster und Kirche wurden 1764 durch ein Erdbeben zerstört. In dem Felsen unterhalb des Aussichtspunktes liegt die Grotte des Heiligen Bonaventura, ein zum Meditationsort umfunktioniertes Etruskergrab, in das der junge Mönch sich häufig zum Beten zurückgezogen haben soll.
- Vom Belvedere gab es früher eine Allee durch die ehemalige Contrade Mercato nach Civita, die in der Dreikönigsnacht 1901 zerstört wurde; als einzige Zugang verblieb ein Treppenweg mit anschließender Fußgängerbrücke über die Schlucht.

## Politik
Luca Profili (Lista Civica: Sindaco Profili) wurde am 26. Mai 2019 zum Bürgermeister gewählt.

### Wappen
Auf rotem Schild ein goldener, zweistöckiger Turm. Rechts am Turm ein aufrechter goldener Löwe, links gekreuzte Schlüssel. Unten ein grüner Drache.

### Verwaltungsgliederung
Die Gemeinde besteht außer dem Verwaltungssitz Bagnoregio heute aus den Ortsteilen (frazioni)
- Civita di Bagnoregio
- Castel Cellesi
- Vetriolo
- Capraccia
- Ponzano

Bei den vier letzteren handelt es sich um ehemalige Feudalsitze und Weiler auf benachbarten Hügeln in der vielfältigen Landschaftsformation aus Tuffsteinschluchten, Macchia, Wäldern und Äckern.

## Söhne der Stadt
- Bagnoregio ist der Geburtsort des Giovanni da Fidanza, der als Doctor seraficus bekannt war und als Kirchenlehrer und Ordensgeneral des Franziskanerordens unter dem Namen Bonaventura von Bagnoregio (1221–1274) in die Geschichte einging. Geboren ist er in Civita, doch das Haus fiel einem Erdrutsch zum Opfer. Das von ihm gegründete Franziskanerkloster, das ebenfalls nicht mehr vorhanden ist, lag in der Ebene.
- Der Schriftsteller Bonaventura Tecchi (1896–1968) wurde nicht nur in Bagnoregio geboren, sondern blieb dem Ort durch mehrmonatige Besuche im Laufe des Jahres immer verbunden.

## Lokale Festtagstraditionen
- Sonntag nach dem 17. Januar: Fest des Heiligen Antonius mit Tierschau und Spielen
- Karfreitag: Passionsfestspiele im Hauptort und im Ortsteil Vetriolo
- Juni + September: Eselrennen zwischen den historischen Contraden nach Palio-Prinzip
- 15. Juli: Patronatsfest des Heiligen Bonaventura im Hauptort
- August: Literatur- und Musikfestspiele in Civita, Mariä Himmelfahrt am 15. August, Patronatsfeste in mehreren Ortsteilen.
- Weihnachtszeit: Krippenspiele.